# Robert Jacobsen
Robert Julius Tommy Jacobsen (født 4. juni 1912 i København, død 26. januar 1993 i Tågelund (Egtved Sogn)) var en dansk kunstner, som var autodidakt som skulptør og grafiker. Jacobsen er repræsenteret med kunstværker, herunder skulpturer, på museer og offentlige pladser over hele verden.
Jacobsen tilhørte gruppen af abstrakte kunstnere omkring den parisiske galleriejer Denise René. Jacobsen boede i Frankrig indtil 1969 og var professor ved Akademie der Bildenden Künste München (1962-82) og ved Det Kongelige Danske Kunstakademi i København (1976-1983). Han døde i 1993 på sit landsted i Taagelund ved Egtved. Hans første skulpturer er i træ og sten – men fra 1949 arbejdede Robert Jacobsen med jernskulpturer. Robert Jacobsen arbejdede tæt sammen med svigersønnen Bernard Léauté, som også var med i skabelsen af skulpturerne i Tørskind grusgrav.
I 1983 udnævntes Jacobsen til Kommandør af Dannebrog.

## Den konkrete kunst kontra CoBrA
Sideløbende med CoBrA-malerne samledes en gruppering i dansk kunst i perioden 1947-50 sig om et geometrisk abstrakt udtryk. der var stimuleret af grænseoverskridende kontakter og etableringen af et internationalt kunstnerisk miljø. Sommeren 1947 rejste Robert Jacobsen og maleren Richard Mortensen til Paris for at bosætte sig og arbejde i det danske kunstnerhus i Suresnes, hvor disse kunstner i løbet af 1950’erne blev centralt placeret hos en af periodens mest markante gallerister og fortalere for den konkrete kunst: Denise Rene i Paris.
I København i år 1948 etablerede udstillingsfællesskabet Linien II sig omkring kunstnere som Ib Geertsen, Richard Winther, Bamse Kragh-Jacobsen og Albert Mertz en række kunstudstillinger. Som gæster på de første udstillinger deltog såvel Richard Mortensen, Robert Jacobsen som internationale kunstnere fra kredsen omkring Galerie Denise Rene: Jean Dewasne, Jean Deyrolle og Serge Poliakoff.
De konkrete kunstnere definerede sig som en modreaktion til CoBrA, hvor der blandt andet i forordet til Linien II’s udstilling i 1948 blev proklameret, citat:
| Citat | (...) den danske abstrakte kunst er ved at dø ud i en følelsessavlende maskeret impressionisme, der famler rundt i sin spontanitets uoverskuelige vildnis samt at Linien II’s udstilling er nødvendig for at tilintetgøre denne fejltagelse. | Citat |
|       | |       |

## Repræsentationer
Robert Jacobsens skulpturer kan ses i Danmark i blandt andet Egtved, "Landskabsskulptur", i Tørskind Grusgrav, Louisiana (Humlebæk), Esbjerg Kunstmuseum, Kunstmuseet Trapholt (Kolding), Kunsten Museum of Modern Art Aalborg, i København på Ny Carlsberg Glyptotek, Statens Museum for Kunst, og på Axeltorv, "De syv aksler", og ARoS Aarhus Kunstmuseum.
For det franske postvæsen skabte Jacobsen i anledning af det dansk-franske kulturår 1987-88 et frimærke Hommage à Léon Degand.
Robert Jacobsen repræsenteret i udlandet på følgende museer:
- Musee d'Art Wallon (Liege, Belgien)
- Museo de Arte Moderna (Sao Paulo, Brasilien)
- Von der Heydt Museum (Wuppertal, Tyskland)
- Robert Jacobsen P-HusDidrichsenin taidemuseo (Helsinki, Finland)
- Musee National d'Art Modern (Paris, Frankrig)
- Musee des Beaux-Art (Rennes, Frankrig)
- Fond National d'Art Contemporain (Frankrig)
- Musee Rodin Paris (Frankrig)
- Stedelijk Museum (Amsterdam, Holland)
- Rijksmuseum Kröller-Müller (Otterloo, Holland)
- Nasjonalgalleriet (Oslo, Norge)
- Moderna Museet (Stockholm, Sverige)
- Musee des Beaux-Art (La Chaux-de-Fonds, Schweiz)
- Magyar Nemzeti Muzeum (Budapest, Ungarn)
- Museum of Art, Carnegie Institute (Pittsburgh, USA)
- Hirshhorn Museum and Sculpture Garden (Washington, USA)

## Stillinger, æresbevisninger og priser
Robert Jacobsen har blandt andet været Professor og modtog flere æresbevisninger og priser.
- Stipendium til ophold i Det danske Kunstnerhus, Paris 1947
- Kai Nielsen 1962
- International skulpturpris, Biennale Venezia 1966
- Thorvaldsen Medaillen 1967
- Prins Eugen Medaillen 1974
- LOs Kulturpris 1981, 1983
- Ordre des Arts et des Lettres 1987
- Medlem af censurkomiteen for KE 1944-45
- Professor ved Akademie der Bildenden Künste, München 1962-82
- Professor ved Det Kongelige Danske Kunstakademi, Kbh. 1976-83
- Æresprofessor ved Akademierne i München og Firenze
- Medlem af repræsentantskabet for Statens Kunstfond 1977-81
- Ridder af Æreslegionen, Frankrig
- Ridder af Dannebrogsordenen af 1.gr